# اقتصاد كلي

يأخذ الاقتصاد الكلي نظرة شاملة للاقتصاد بأكمله، بما في ذلك دراسة أدوار الشركات والقوة البشرية والحكومات والعلاقات بينها، وأنواع الأسواق المختلفة، مثل السوق المالية وسوق العمل.

الاقتصاد الكلي (بالإنجليزية: Macroeconomics)‏ هو فرع من فروع الاقتصاد يتعامل مع أداء وبنية وسلوك وصنع القرار في الاقتصاد ككل. وهذا يشمل الاقتصادات الإقليمية والوطنية والعالمية. الاقتصاد الكلي يدرس مواضيع مثل الناتج المحلي الإجمالي والدخل القومي والبطالة ومؤشرات الأسعار والتضخم والاستهلاك والادخار والاستثمار والطاقة والتجارة الدولية والتمويل الدولي.
الاقتصاد الكلي والاقتصاد الجزئي هما المجالان الأكثر عمومية في الاقتصاد. غالباً ما يركز الاقتصاد الكلي على دولة كاملة أو مجموعة دول إقليمية أو العالم بأسره لفهم كيفية تفاعل الأسواق لإنتاج ظواهر واسعة النطاق يشير إليها خبراء الاقتصاد باسم المتغيرات الكلية. أمّا في الاقتصاد الجزئي يركز التحليل على سوق واحدة، مثل ما إذا كانت التغيرات في العرض أو الطلب هي المسؤولة عن ارتفاع الأسعار في قطاعي النفط والسيارات. من الفصول التمهيدية في "مبادئ الاقتصاد" وصولاً لأدق الدراسات يُضفى طابع مؤسسي على الانقسام الكلي/الجزئي في مجال الاقتصاد. يحدد معظم خبراء الاقتصاد أنفسهم إما كخبراء في الاقتصاد الكلي أو الاقتصادي الجزئي.
تقليدياً فإن علم الاقتصاد الكلي ينقسم إلى مواضيع مختلفة زمنياً مثلاً تحليل التقلبات قصيرة الأجل على مدار دورة الأعمال، وتحديد المستويات الهيكلية لمتغيرات غير المتأثرة بالانحرافات قصيرة الأجل (مثل التضخم والبطالة في المدى المتوسط)، ودراسة النمو الاقتصادي الطويل الأجل. كما يدرس عواقب السياسات التي تستهدف التخفيف من التقلبات مثل السياسة المالية أو النقدية، باستخدام الضرائب والإنفاق الحكومي أو أسعار الفائدة على التوالي، والسياسات التي يمكن أن تؤثر على مستويات المعيشة في الأمد البعيد.
من المعترف به عمومًا أن علم الاقتصاد الكلي كمجال منفصل للبحث والدراسة بدأ في عام 1936، عندما نشر جون ماينارد كينز كتابه النظرية العامة للتشغيل والفائدة والنقد، لكن هناك مفكرين أقدك منه. فقد قدمت مدارس فكرية اقتصادية مختلفة تفسيرات للاقتصاد الكلي مثل الاقتصاديين النقديين والاقتصاديين الكلاسيكيين الجدد.

## المفاهيم الأساسية للاقتصاد الكلي
يشمل الاقتصاد الكلي مجموعة متنوعة من المفاهيم والمتغيرات، لكن المتغيرات الاقتصادية الكلية المركزية الثلاثة هي الناتج والبطالة والتضخم.:39  لكن الإطار الزمني يختلف في موضوعات الاقتصاد الكلي، وهذا الاختلاف أمر بالغ الأهمية للعديد من البحوث والمناقشات السياسية.:54 اضافة  لبعد مهم آخر وهو انفتاح الاقتصاد، حيث تميز النظرية الاقتصادية بشكل حاد بين الاقتصادات المغلقة والاقتصادات المفتوحة.:373

### الإطار الزمني
بحكم العادة، يتم التمييز بين ثلاثة آفاق زمنية في الاقتصاد الكلي، وهو يركز في كل منها على تحديد، الناتج، على سبيل المثال:
- على المدى القصير (بضع سنوات): ينصب التركيز على تقلبات دورة الأعمال والتغيرات في الطلب الإجمالي التي غالبًا ما تكون سبب تلك التقلبات. تُعتبر سياسات الاستقرار مثل السياسة النقدية أو السياسة المالية ذات صلة أيضًا في هذا الإطار الزمني
- المدى المتوسط (عقد): يميل الاقتصاد إلى وضع مستوى إنتاج محدد من خلال عوامل الإمداد مثل مخزون رأس المال ومستوى التكنولوجيا والقوى العاملة، حيث يتم إعادة البطالة إلى مستواها الهيكلي (أو «الطبيعي»). تتحرك هذه العوامل ببطء، بحيث يكون من التقريب المعقول أخذها على الشكل الوارد في جدول زمني متوسط الأمد، على الرغم من أن سياسات سوق العمل وسياسة المنافسة تُعد أدوات من شأنها التأثير على هياكل الاقتصاد وبالتالي التأثير على التوازن متوسط الأمد أيضًا
- على المدى الطويل (عقدين أو أكثر): ضمن هذا النطاق الزمني، ينصب التركيز على محددات النمو الاقتصادي على المدى الطويل مثل تراكم رأس المال البشري والمادي والابتكارات التكنولوجية والتغيرات الديموغرافية. من السياسات المحتملة للتأثير على هذه التطورات هي إصلاح التعليم والحوافز لتغيير معدلات الادخار أو زيادة أنشطة البحث والتطوير

### الناتج والدخل
يتمثل الناتج الوطني في المبلغ الإجمالي لكل ما ينتجه البلد في فترة زمنية معينة. يقدم كل ما يتم إنتاجه أو بيعه قدرًا متساويًا من الدخل. عادةً ما يقاس الناتج الصافي الإجمالي للاقتصاد بوصفه الناتج المحلي الإجمالي (جي دي بي). ينتج الدخل القومي الإجمالي عن إضافة الدخل الصافي الخارجي للعوامل إلى الناتج المحلي الإجمالي، الذي بدوره يقيس الدخل الإجمالي لجميع العاملين في الاقتصاد. في معظم البلدان، يكون الفرق بين الناتج المحلي الإجمالي والدخل القومي الإجمالي معتدلًا بحيث يمكن معاملة الناتج المحلي الإجمالي على أنه دخل إجمالي لجميع السكان أيضًا، لكن قد يكون الفرق كبيرًا في بعض البلدان، مثل البلدان ذات الأصول الأجنبية الصافية (أو الديون) بمقدار كبير.
يدرس علماء الاقتصاد المهتمون بالزيادات طويلة الأمد ناتج النمو الاقتصادي. إن التقدم في التكنولوجيا، إلى جانب تراكم الآلات ورؤوس الأموال الأخرى وتحسين التعليم ورأس المال البشري، يُعد من العوامل التي تؤدي إلى زيادة الناتج الاقتصادي مع مرور الوقت. ومع ذلك، فإن الناتج ليس من الضرورري أن يزداد دائمًا باستمرار، حتى بمرور الوقت. يمكن أن تسبب دورات الأعمال انخفاضات قصيرة الأمد في الإنتاج، وهي تسمى فترات الركود. يبحث علماء الاقتصادي عن سياسات الاقتصاد الكلي التي من شانها منع الاقتصادات الأخرى من الانزلاق إلى حالة الركود أو التضخم والتي تؤدي بدورها إلى مستويات إنتاجية ومعيشية أعلى.

### البطالة

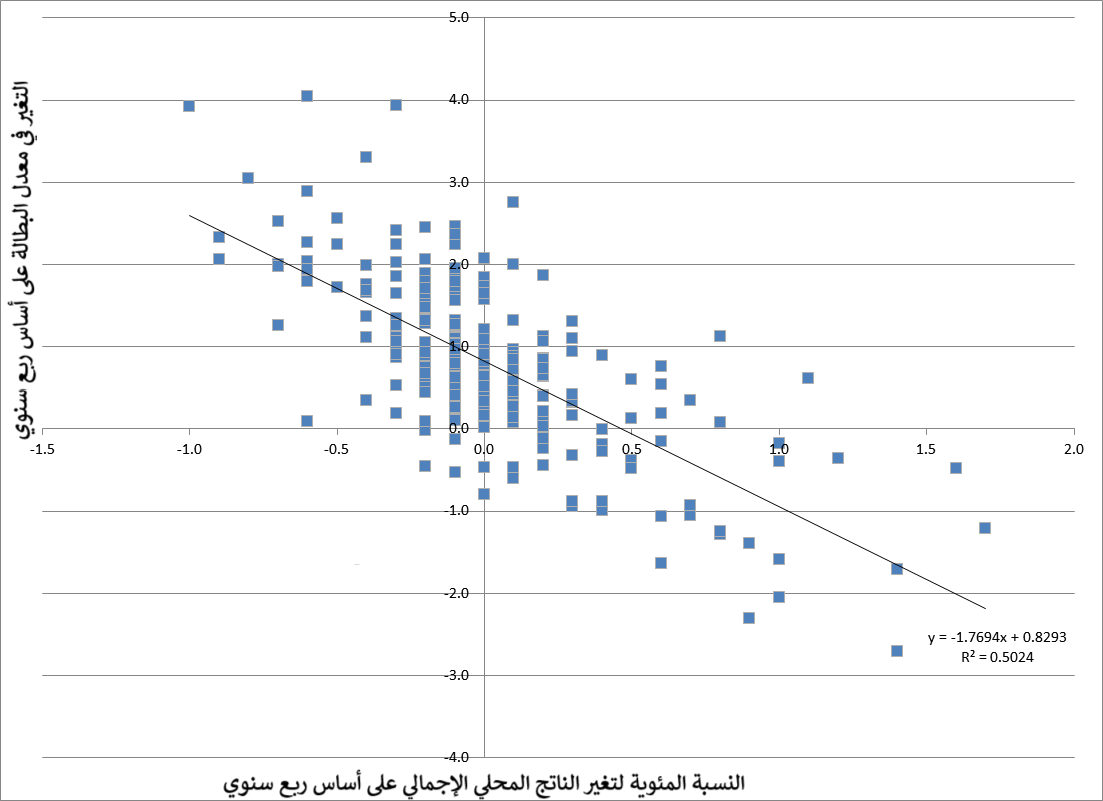
مخطط يستخدم بيانات الولايات المتحدة يوضح العلاقة بين النمو الاقتصادي والبطالة كما يعبر عنها قانون أوكون. توضح العلاقة البطالة الدورية. يؤدي نمو الناتج المحلي الإجمالي المرتفع في الأمد القريب إلى انخفاض معدل البطالة

تُقاس البطالة في الاقتصاد من حلال معدل البطالة أي النسبة المئوية للأشخاص في قوة العمل الذين ليس لديهم وظيفة ولكنهم يبحثون بنشاط عن وظيفة. الأشخاص المتقاعدون أو الذين يتابعون التعليم أو الذين انهارت عزيمتهم في البجث عن عمل بسبب نقص فرص العمل ليسوا جزءً من قوة العمل وبالتالي لا يُحتسبوا عاطلين عن العمل ولا يدخلون ضمن مؤشر البطالة.:156
تحتوي البطالة على مكونين إحداهما دوري قصير المدى يعتمد على دورة الأعمال، وآخر هيكلي أكثر ديمومة والذي يمكن اعتباره بشكل عام متوسط معدل البطالة في الاقتصاد على مدى فترات طويلة، وغالباً ما يطلق عليه اسم عامل البطالة الطبيعي أو معدل البطالة الهيكلية.:167
تحدث البطالة الدورية عندما يكون النمو في حالة ركود. يمثل قانون أوكون العلاقة التجريبية بين البطالة ونمو الناتج المحلي الإجمالي على المدى القصير. تنص النسخة الأصلية من قانون أوكون على أن زيادة الإنتاج بنسبة 3% من شأنها أن تؤدي إلى انخفاض البطالة بنسبة 1%.
المعدل البنيوي أو الطبيعي للبطالة هو مستوى البطالة الذي سيحدث في حالة توازن متوسطة الأجل أي في حالة يكون فيها معدل البطالة الدوري صفر. وقد تكون هناك عدة أسباب لوجود مستوى بطالة إيجابي حتى في حالة محايدة دورياً، وكلها ترجع إلى نوع من فشل السوق:
- تحدث البطالة البحثية (وتسمى أيضًا البطالة الاحتكاكية) عندما يكون العمال والشركات غير متجانسين وتوجد معلومات غير كاملة مما يتسبب عموماً في عملية بحث ومطابقة [الإنجليزية] تستغرق وقتًا طويلاً عند ملء وظيفة شاغرة في شركة وخلال هذه العملية غالباً ما يكون العامل المحتمل عاطلاً عن العمل.[6][10] قد تتسبب التحولات القطاعية والأسباب الأخرى لتغير الطلب من الشركات على العمال ذوي المهارات والخصائص المحددة والتي تحدث باستمرار في اقتصاد متغير، أيضًا قد تزداد البطالة البحثية بسبب زيادة عدم التطابق بين الشركات والعمال.[11][12][13]
- نماذج أجور الكفاءة هي نماذج سوق العمل حيث تختار الشركات عدم خفض الأجور إلى المستوى الذي يتساوى فيه العرض مع الطلب لأن الأجور المنخفضة من شأنها أن تخفض مستويات كفاءة الموظفين.[11]
- قد تمارس النقابات العمالية، التي تعد جهات فاعلة مهمة في سوق العمل في بعض البلدان القوة السوقية [الإنجليزية] من أجل الحفاظ على الأجور فوق مستوى تسوية السوق لصالح أعضائها حتى على حساب بعض البطالة.
- قد تمنع الأجور الدنيا القانونية الأجور من الانخفاض إلى مستوى تسوية السوق، مما يتسبب في البطالة بين العمال ذوي المهارات المنخفضة (ومنخفضي الأجر).[11][14] ومع ذلك، في حالة امتلاك أصحاب العمل لبعض قوة الاحتكار، فقد يكون لتأثيرات التوظيف إشارة معاكسة.[15]

### التضخم والانكماش

التغيرات في متوسطات الأسعار المتحركة على مدى عشر سنوات ونمو المعروض النقدي (باستخدام مقياس M2(أداء موديلياني)، وهو المعروض من العملة الصعبة والأموال المحتفظ بها في معظم أنواع الحسابات المصرفية) في الولايات المتحدة من عام 1880 إلى عام 2016. وعلى المدى الطويل، تظهر السلسلتان ارتباطًا إيجابياًواضحاً

يُطلق على الزيادة العامة في الأسعار في مختلف أنحاء الاقتصاد اسم التضخم وعندما تنخفض الأسعار يحدث الانكماش يقيس خبراء الاقتصاد هذه التغيرات في الأسعار بمؤشرات الأسعار. ويزداد التضخم عندما يصبح الاقتصاد محموماً وينمو بسرعة كبيرة وبالعكس حيث يمكن أن يؤدي الاقتصاد المتدهور إلى انخفاض التضخم وحتى الانكماش في بعض الحالات.
وعادة ما يكون لدى محافظي البنوك المركزية الذين يديرون السياسة النقدية أولوية رئيسية لتجنب التضخم المرتفع للغاية ويتعاملون مع التضخم بشكل عام عن طريق تعديل أسعار الفائدة. يمكن أن يؤدي التضخم المرتفع وكذلك الانكماش إلى زيادة عدم اليقين وغير ذلك من العواقب السلبية، وخاصة عندما يكون التضخم (أو الانكماش) غير متوقع وبالتالي تهدف معظم البنوك المركزية إلى مستوى تضخم إيجابي ولكن مستقر وليس مرتفعاً جداً.
التضخم ينتج غالباً من عدة عوامل فالطلب الكلي الزائد في الاقتصاد سوف يتسبب في زيادة توترات السوق مما يرفع معدلات التضخم عبر منحنى فيليبس بسبب سوق العمل الضيقة مما يؤدي إلى زيادات كبيرة في الأجور والتي سوف تنتقل إلى زيادات في أسعار منتجات أصحاب العمل. أما الطلب الكلي القليل جداً فسوف يكون له التأثير المعاكس المتمثل في خلق المزيد من البطالة وانخفاض الأجور، وبالتالي تقليل التضخم. كما ستؤثر صدمات العرض الكلي على التضخم مثل ما حدث في أزمة الطاقة في السبعينيات وأزمة الطاقة العالمية 2021-2023. وقد تؤثر التغيرات في التضخم أيضاً على تشكيل توقعات التضخم، مما يخلق دوامة تضخمية أو انكماشية تولد ذاتياً.
تنص نظرية كمية النقود [الإنجليزية] على أن التغيرات في مستوى الأسعار ناجمة بشكل مباشر عن التغيرات في المعروض النقدي. وفي حين توجد أدلة تجريبية تشير إلى وجود علاقة إيجابية طويلة الأجل بين معدل نمو مخزون النقود ومعدل التضخم فقد ثبت عدم موثوقية نظرية الكمية في الأفق الزمني القصير والمتوسط فيما يتعلق بالسياسة النقدية وتخلت المصارف المركزية اليوم عنها كمبدأ توجيهي عملي.

### الاقتصاد الكلي للاقتصادات المنفتحة
يتناول الاقتصاد للاقتصاد المفتوح العواقب المترتبة على التجارة الدولية في السلع والأصول المالية وربما أسواق العوامل [الإنجليزية] مثل هجرة العمالة ونقل الشركات دولياً (رأس المال المادي). ويستكشف ما يحدد الواردات والصادرات والميزان التجاري وعلى آفاق أطول تراكم الأصول الأجنبية الصافية [الإنجليزية]. ومن الموضوعات المهمة الدور الذي تلعبه أسعار الصرف وإيجابيات وسلبيات الحفاظ على نظام سعر الصرف الثابت أو حتى اتحاد العملة مثل الاتحاد الاقتصادي والنقدي للاتحاد الأوروبي، مستفيداً من الأدبيات البحثية حول مناطق العملة المثلى [الإنجليزية].

## التطور

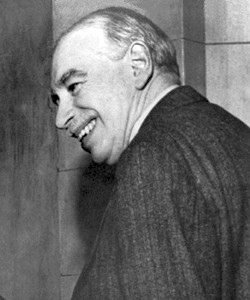
جون مينارد كينز.

بشكل عام فإن أن الاقتصاد الكلي باعتباره مجال منفصل للبحث والدراسة بدأ بنشر نظرية جون مينارد كينز العامة في التوظيف والفائدة ةالنقد عام 1936.:526  قُدِم مصطلحي "ديناميكيات الاقتصاد الكلي" و"التحليل الكلي" بواسطة ركنر فريش في عام 1933 واستخدم لورنس كلين في عام 1946 كلمة "اقتصاد كلي" نفسها في عنوان مجلة في عام 1946. لكن وبطبيعة الحال نُقشت العديد من الموضوعات التي تشكل محوراً للبحث الاقتصادي الكلي من قبل خبراء اقتصاديين وكتاب آخرين قبل عام 1936.

### قبل كينز
الأسئلة الاقتصادية الكلية التي طرحت قبل كينز كانت تشكل أقكار بحثية لتقليدين قديمين درسوا نظرية دورة الأعمال ونظرية النقد. وكان ويليام ستانلي جيفونز أحد رواد التقليد الأول في حين وصف مارتن دي أزبيلكويتا نظرية كمية النقود [الإنجليزية]، التي تُعَد أقدم نظرية باقية في الاقتصاد كونها مثال للتقليد الثاني في القرن السادس عشر، ثم ناقشها فيما بعد شخصيات مثل جون لوك وديفيد هيوم. وفي العقود الأولى من القرن العشرين هيمن على النظرية النقدية خبراء الاقتصاد البارزون ألفريد مارشال وكنوت ويكسل وإيرفينج فيشر.

### الاقتصاد الكينزي
في فترة الكساد الكبير واجه خبراء الاقتصاد صعوبة في تفسير كيفية بقاء السلع غير مباعة وكيف يمكن للعمال أن يبقوا عاطلين عن العمل. في نموذج الاقتصاد الكلاسيكي الجديد الذي كان سائداً تنخفض الأسعار والأجور حتى تتضح الأسواق وتُباع جميع السلع والعمال. ولتقسير ذلك بدأ كينز في عمله الرئيسي النظرية العامة للتشغيل والفائدة والنقد وأحدث ما يُعرف بالثورة الكينزية فقد قدم تفسيراً جديداً للأحداث وإطاراً فكرياً كاملاً من خلال نظرية اقتصادية جديدة تفسر لماذا قد لا تتضح الأسواق، والتي تطورت إلى مدرسة فكرية تُعرف بالاقتصاد الكينزي، وتسمى أيضاً الكينزية أو النظرية الكينزية.:526
يُفسر كينز الطلب الكلي والذي أطلق عليه الطلب الفعال ووصفه بأنه عنصر أساسي في تحديد الناتج ورغم اعترافه بأن الناتج قد يعود في نهاية المطاف إلى مستوى التوازن المتوسط الأجل (أو المحتمل) فإن العملية سوف تكون بطيئة في أفضل الأحوال. وقد صاغ كينز مصطلح تفضيل السيولة [الإنجليزية] (وهو الاسم المفضل لديه لما يعرف أيضاً بالطلب على النقود) وشرح كيف قد تؤثر السياسة النقدية على الطلب الكلي وفي الوقت نفسه قدم توصيات سياسية واضحة لأهمية الدور النشط للسياسة المالية في استقرار الطلب الكلي وبالتالي الناتج والعمالة. إضافة لإضاحه كيف قد يؤدي تأثير المضاعف [الإنجليزية] إلى تضخيم الانخفاض الطفيف في الاستهلاك أو الاستثمار والتسبب في الانحدار في مختلف أنحاء الاقتصاد وأشار إلى الدور الذي قد تلعبه حالة عدم اليقين والغرائز الحيوانية في الاقتصاد.:526
الجيل الذي أعقب كينز بدأ بدمج الاقتصاد الكلي للنظرية العامة مع الاقتصاد الجزئي الكلاسيكي الجديد لإنشاء التوليف الكلاسيكي الجديد [الإنجليزية]. وبحلول الخمسينيات من القرن العشرين كان معظم خبراء الاقتصاد قد قبلوا وجهة النظر التوليفية للاقتصاد الكلي.:526  وقد طور خبراء اقتصاد مثل بول صامويلسون وفرانكو موديلياني وجيمس توبين وروبرت سولو نماذج كينزية رسمية وساهموا بنظريات رسمية للاستهلاك والاستثمار والطلب على النقود والتي عملت على إضفاء الحيوية على الاقتصاد الكينزي.:527

### المذهب النقدي

منحنى فيليبس

تعرضت نظرية كمية النقود للتحديث على يد ميلتون فريدمان لتشمل دوراً للطلب على النقود. وزعم أن دور النقود في الاقتصاد كان كافياً لتفسير الكساد العظيم وأن التفسيرات الموجهة نحو الطلب الكلي لم تكن ضرورية. كما زعم فريدمان أن السياسة النقدية كانت أكثر فعالية من السياسة المالية؛ ومع ذلك شكك فريدمان في قدرة الحكومة على ضبط الاقتصاد بالسياسة النقدية. فقد فضل بشكل عام سياسة النمو الثابت في المعروض النقدي بدلاً من التدخل المتكرر.:528
تحدى فريدمان العلاقة الأصلية البسيطة لمنحنى فيليبس بين التضخم والبطالة واقترح مع إدموند فيلبس (الذي لم يكن من أتباع المدرسة النقدية) نسخة "معززة" من المنحنى تستبعد إمكانية وجود مقايضة مستقرة طويلة الأجل بين التضخم والبطالة. وعندما تسببت صدمات النفط في سبعينيات القرن العشرين في ارتفاع معدلات البطالة والتضخم أُثبتت صحة تفسيرها. كانت المدرسة النقدية مؤثرة بشكل خاص في أوائل الثمانينيات لكنها فقدت شعبيتها عندما وجدت المصارف المركزية أن النتائج مخيبة للآمال عند محاولتها استهداف المعروض النقدي بدلاً من أسعار الفائدة كما أوصى أتباع المدرسة النقدية. وخلصوا إلى أن العلاقات بين نمو النقود والتضخم ونمو الناتج المحلي الإجمالي الحقيقي غير مستقرة للغاية بحيث لا يمكن أن تكون مفيدة في صنع السياسة النقدية العملية.

### الاقتصادات الكلاسيكية المحدثة
الاقتصاد الكلي الكلاسيكي المُحدث تحدى المدرسة الكينزية بشكل كبير فعند تقديم روبرت لوكاس التوقعات العقلانية للاقتصاد الكلي بدأ التطور المركزي في الفكر الكلاسيكي فقبله كان خبراء الاقتصاد يستخدمون عموماً التوقعات التكيفية حيث كان من المفترض أن ينظر العملاء إلى الماضي القريب لتكوين توقعات حول المستقبل، أمّا قي ظل التوقعات العقلانية يُفترض أن العملاء أكثر تعقيداً.:530  فلن يفترض المستهلكون ببساطة معدل تضخم بنسبة 2% لمجرد أن هذا كان المتوسط في السنوات القليلة الماضية بل سينظرون إلى السياسة النقدية الحالية والظروف الاقتصادية لتكوين توقعات مستنيرة. وفي النماذج الكلاسيكية الجدية ذات التوقعات العقلانية لم يكن للسياسة النقدية سوى تأثير محدود.
كما قدم لوكاس نقداً مؤثراً [الإنجليزية] للنماذج التجريبية الكينزية فقد زعم أن نماذج التنبؤ القائمة على العلاقات التجريبية ستظل تنتج نفس التوقعات حتى مع تغير النموذج الأساسي الذي يولد البيانات ودعا إلى نماذج قائمة على النظرية الاقتصادية الأساسية (أي وجود أساس اقتصادي جزئي واضح [الإنجليزية]) والتي من شأنها من حيث المبدأ أن تكون دقيقة هيكلياً مع تغير الاقتصادات.:530
بعد انتقادات لوكاس ابتكر خبراء الاقتصاد الكلاسيكيون الجدد بقيادة إدوارد بريسكوت وفين كيدلاند نماذج دورة الأعمال الحقيقية للاقتصاد الكلي وأُنشئت نماذج دورة الأعمال الحقيقية من خلال الجمع بين المعادلات الأساسية من الاقتصاد الجزئي الكلاسيكي الجديد لإنشاء نماذج كمية ومن أجل توليد التقلبات الاقتصادية الكلية. أوضحت نماذج دورة الأعمال الحقيقية حالات الركود والبطالة بالتغيرات في التكنولوجيا بدلاً من التغيرات في أسواق السلع أو النقود.
منتقدو نماذج دورة الأعمال الحقيقية يزعمون أن التغيرات التكنولوجية التي تنتشر عادة ببطء في جميع أنحاء الاقتصاد لا يمكن أن تولد تقلبات كبيرة في الناتج في الأمد القريب، بالإضافة إلى ذلك هناك أدلة تجريبية قوية على أن السياسة النقدية تؤثر على النشاط الاقتصادي الحقيقي وتبدو فكرة أن التراجع التكنولوجي يمكن أن يفسر حالات الركود الأخيرة غير معقولة.:533:195
على الرغم من الانتقادات الموجهة المنهجية الاقتصادية في نماذج التوازن العام القائم على التقلبات، فقد كانت هذه النماذج مؤثرة للغاية في المنهجية الاقتصادية من خلال توفير الأمثلة الأولى لنماذج التوازن العام القائمة على أسس الاقتصاد الجزئي وتحديد الصدمات الأساسية التي تهدف إلى تفسير السمات الرئيسية لتقلبات الاقتصاد الكلي ليس فقط من الناحية النوعية بل وأيضاً من الناحية الكمية وبهذه الطريقة كانت هذه النماذج رائدة لنماذج التوازن العام الديناميكي اللاحقة.:194

### الاقتصادات الكينزية الجديدة
استجاب خبراء الاقتصاد الكينزيون الجدد للمدرسة الكلاسيكية الجديدة من خلال تبني توقعات عقلانية والتركيز على تطوير نماذج ذات أساس مصغر محصنة ضد انتقاد لوكاس [الإنجليزية] مثل النماذج الكلاسيكية التي أن الأسعار ستكون قادرة على التكيف وأن السياسة النقدية لن تؤدي إلا إلى تغييرات في الأسعار. وقد بحثت النماذج الكينزية الجديدة في مصادر الأسعار الثابتة والأجور الناتجة عن المنافسة غير الكاملة [الإنجليزية] والتي لن تتكيف مما يسمح للسياسة النقدية بالتأثير على الكميات بدلاً من الأسعار. أنتج ستانلي فيشر وجون تايلور عملاً مبكراً في هذا المجال من خلال إظهار أن السياسة النقدية يمكن أن تكون فعالة حتى في النماذج ذات التوقعات العقلانية عندما تكون العقود مقيدة بأجور العمال.
كنزيون آخرون مثل أوليفييه بلانشارد وجانيت يلين وجوليو روتمبرج [الإنجليزية] وجريج مانكيو وديفيد رومر ومايكل وودفورد [الإنجليزية] عملوا على توسيع نطاق هذا العمل وأظهروا حالات أخرى حيث تسببت عيوب السوق المختلفة في عدم مرونة الأسعار والأجور مما أدى بدوره إلى إحداث تأثيرات حقيقية للسياسة النقدية والمالية، وركز باحثون آخرون على العيوب في أسواق العمل وتطوير نماذج للأجور الكفؤة أو نماذج البحث والمطابقة [الإنجليزية] أو العيوب في أسواق الائتمان مثل بن برنانكي.:532–36
بحلول أواخر تسعينيات القرن العشرين توصل خبراء الاقتصاد إلى إجماع تقريبي. حيث جُمع بين عيوب السوق والجمود الاسمي للنظرية الكينزية الجديدة والتوقعات العقلانية ومنهجية لإنتاج ليتكشل نوع جديد وشائع من النماذج تسمى نماذج التوازن العام العشوائي الديناميكي. أطلق على اندماج العناصر من مدارس فكرية مختلفة اسم التوليف الكلاسيكي الجديد [الإنجليزية]. تستخدم هذه النماذج الآن من قبل العديد من البنوك المركزية وهي جزء أساسي من الاقتصاد الكلي المعاصر.:535–36

### الأزمة المالية 2007-2008
الأزمة المالية 2007-2008 والركود الذي تلاها أديا إلى إعادة تقييم كبرى للاقتصاد الكلي الذي أهمل عموماً الدور المحتمل للمؤسسات المالية في الاقتصاد. بعد الأزمة اهتم الباحثون في الاقتصاد الكلي في عدة اتجاهات جديدة:
- النظام المالي وطبيعة الروابط والاحتكاكات المالية الكلية ودراسة مشاكل الرافعة المالية والسيولة والتعقيد في القطاع المالي، واستخدام التنظيم الاحترازي الكلي [الإنجليزية] ومخاطر الدين العام غير المستدام [الإنجليزية].[5]:537[26]
- زيادة التركيز على العمل التجريبي كجزء من ما يسمى ثورة المصداقية [الإنجليزية] في الاقتصاد باستخدام أساليب محسنة للتمييز بين الارتباط والسببية لتحسين مناقشات السياسة المستقبلية.[27]
- الاهتمام بفهم أهمية التباين بين الوكلاء الاقتصاديين [الإنجليزية] مما يؤدي إلى بناء نماذج كينزية جديدة للوكلاء غير المتجانسين (نماذج هانك) والتي قد تعمل أيضًا على تحسين فهم تأثير الاقتصاد الكلي على توزيع الدخل.[28]
- فهم الآثار المترتبة على دمج نتائج أدبيات الاقتصاد السلوكي المفيدة بشكل متزايد في الاقتصاد الكلي والتمويل السلوكي.[29]

### نماذج النمو
تتبع الأبحاث الخاصة بالنمو الاقنصادي طويل الأجل مسارات خاصة بها. حاول نموذج هارود-دومار [الإنجليزية] في أربعينيات القرن العشرين بناء نموذج نمو طويل الأجل مستوحى من الاعتبارات الكينزية المدفوعة بالطلب. ولكن نموذج سولو-سوان [الإنجليزية] الذي وضعه روبرت سولو مع تريفور سوان في الخمسينيات من القرن العشرين، حقق نجاحاً أطول أمداً؛ ولا يزال حتى اليوم نموذجاً مدرسياً شائعاً لتفسير النمو الاقتصادي في الأمد البعيد. يعمل النموذج باستخدام تابع إنتاج حيث يكون الناتج الوطني عبارة عن نتاج مدخلين: رأس المال والعمالة، يفترض النموذج أن العمالة ورأس المال يُستخدمان بمعدلات ثابتة بدون التقلبات في البطالة واستخدامات رأس المال التي نراها عادة في دورات الأعمال. في هذا النموذج لا يمكن أن تحدث الزيادة في الناتج أي النمو الاقتصادي إلا بسبب زيادة في مخزون رأس المال أو زيادة عدد السكان أو التقدم التكنولوجي الذي يؤدي إلى زيادة الإنتاجية (إنتاجية العوامل الكلية [الإنجليزية]). تؤدي الزيادة في معدل الادخار إلى زيادة مؤقتة حيث يخلق الاقتصاد المزيد من رأس المال مما يضيف إلى الناتج. ومع ذلك في نهاية المطاف،
سيحد معدل الاستهلاك من توسع رأس المال حيث سيتم استخدام المدخرات لتحل محل رأس المال المستهلك ولن يتبقى أي مدخرات لدفع ثمن التوسع الإضافي في رأس المال، يشير نموذج سولو إلى أن النمو الاقتصادي من حيث الناتج للفرد يعتمد فقط على التقدم التكنولوجي الذي يعزز الإنتاجية. يمكن تفسير نموذج سولو باعتباره حالة خاصة من نموذج نمو رامسي الأكثر عمومية حيث لا تكون معدلات ادخار الأسر ثابتة كما هو الحال في نموذج سولو ولكنها مستمدة من تابع فائدة زمنية صريحة.
في ثمانينيات وتسعينيات القرن العشرين نشأت نظرية النمو الداخلي لتحدي نظرية النمو الكلاسيكية الجديدة التي وضعها رامسي وسولو. تفسر هذه المجموعة من النماذج النمو الاقتصادي من خلال عوامل مثل زيادة العائدات على حجم لرأس المال والتعلم من خلال الممارسة [الإنجليزية] والتي يتم تحديدها داخلياً بدلاً من التحسن التكنولوجي الخارجي المستخدم لتفسير النمو في نموذج سولو. نوع آخر من نماذج النمو الداخلي أضفى الطابع الداخلي على عملية التقدم التكنولوجي من خلال نمذجة أنشطة البحث والتطوير من قبل الشركات التي تسعى إلى تعظيم الربح بشكل صريح داخل نماذج النمو نفسها.:280–308

### المشاكل البيئبة

تتدفق الموارد الطبيعية من خلال نمو الاقتصاد ونهاية الموارد بالنفايات والتلوث.

منذ سبعينيات القرن العشرين دُمجت العديد من المشاكل البيئية في نماذج النمو وغيرها من نماذج الاقتصاد الكلي لدراسة آثارها بشكل أكثر شمولاً. أثناء أزمة النفط في السبعينيات عندما كانت مشاكل ندرة الموارد الطبيعية على رأس الأجندة العالمية قدم خبراء اقتصاد مثل جوزيف ستيجليتز وروبرت سولو الموارد غير المتجددة في نماذج النمو الكلاسيكية الجديدة لدراسة إمكانيات الحفاظ على النمو في مستويات المعيشة في ظل هذه الظروف البيئية المتغيرة.:201–39 في الآونة الأخيرة تم فحص قضية تغير المناخ وإمكانيات التنمية المستدامة في ما يسمى بنمذجة التقييم المتكامل التي ابتكرها ويليام نوردهاوس.
ضمن نماذج الاقتصصاد الكلي نجد الاقتصاد البيئي حيث يعتمد النظام الاقتصادي على البيئة وفي هذه الحالة، قد يُستبدل مخطط التدفق الدائري للدخل بمخطط تدفق أكثر تعقيداً يعكس مدخلات الطاقة الشمسية والتي تدعم المدخلات الطبيعية والخدمات البيئية التي تُستخدم بعد ذلك كوحدات إنتاج، وبمجرد استهلاكها تخرج المدخلات الطبيعية من الاقتصاد في شكل تلوث ونفايات. ويشار إلى إمكانات البيئة في توفير الخدمات والمواد باسم "وظيفة مصدر البيئة"، وتُستنفد هذه الوظيفة مع استهلاك الموارد أو تلويثها. تصف "وظيفة الحوض" قدرة البيئة على امتصاص النفايات والتلوث وإزالتهما فعندما يتجاوز ناتج النفايات حد وظيفة الحوض، يحدث ضرر طويل الأمد.:8

## سياسات الاقتصاد الكلى
يؤدي تقسيم البحوث الاقتصادية الكلية إلى أطر زمنية مختلفة إلى تقسيم موازٍ للسياسات الاقتصادية الكلية إلى سياسات قصيرة الأجل تهدف إلى التخفيف من العواقب الضارة لدورات الأعمال المعروفة باسم سياسة الاستقرار [الإنجليزية] بالإضافة لسياسات متوسطة وطويلة الأجل تستهدف تحسين المستويات الهيكلية للمتغيرات الاقتصادية الكلية.:18
تُنفَّذ سياسة الاستقرار عادةً من خلال مجموعتين من الأدوات هما السياسة المالية والسياسة النقدية، ويُستخدم كلا النوعين من السياسات لتحقيق الاستقرار الاقتصادي، أي الحد من آثار الدورة الاقتصادية من خلال تطبيق سياسة توسعية في حالة الركود الاقتصادي، أو سياسة انكماشية في حالة ارتفاع النشاط الاقتصادي [الإنجليزية].
قد تكون السياسات الهيكلية عبارة عن سياسات سوق العمل التي تهدف إلى تغيير معدل البطالة الهيكلية أو السياسات التي تؤثر على الميول طويلة الأجل للادخار أو الاستثمار أو الانخراط في التعليم أو البحث والتطوير.:19

### السياسة النقدية
تُجري المصارف المركزية سياستها النقدية بشكل رئيسي عن طريق تعديل أسعار الفائدة قصيرة الأجل. وتختلف الطريقة الفعلية لتغيير سعر الفائدة من مصرف مركزي لآخر، ولكن عادةً ما تُنفذ إما بشكل مباشر عن طريق تغيير أسعار الفائدة التي يقدمها المصرف المركزي إدارياً أو بشكل غير مباشر من خلال عمليات السوق المفتوحة.
من خلال آلية انتقال النقد [الإنجليزية] تؤثر تغيرات أسعار الفائدة على الاستثمار والاستهلاك وأسعار الأصول، مثل أسعار الأسهم والمنازل، ومن خلال تفاعلات سعر الصرف في الصادرات والواردات يتأثر الطلب الكلي والتوظيف، وفي نهاية المطاف التضخم. تُخفّض السياسة النقدية التوسعية أسعار الفائدة مما يزيد النشاط الاقتصادي بينما ترفع السياسة النقدية الانكماشية أسعار الفائدة. في حالة نظام سعر الصرف الثابت تُعدّ قرارات أسعار الفائدة إلى جانب التدخل المباشر من قِبَل المصارف المركزية في ديناميكيات سعر الصرف أدوات رئيسية للتحكم في سعر الصرف.
في الدول المتقدمة تتبع معظم المصارف المركزية سياسة استهداف التضخم [الإنجليزية] لأجل الإبقاء على التضخم في مدى متوسط قريب الأجل، مثل 2% أو ضمن أي نطاق واضح. يُعتبر الاحتياطي الفيدرالي والمصرف المركزي الأوروبي من أهم المؤسسات المالية التي تتبع استراتيجية قريبة جداً من استهداف التضخم، مع أنهما لا يُصنّفان نفسيهما رسمياً كجهتين مُستهدفتين للتضخم. عملياً غالباً ما يُتيح استهداف التضخم الرسمي للمصرف المركزي المجال أيضاً للمساعدة في استقرار الناتج والتوظيف وهي استراتيجية تُعرف باسم "استهداف التضخم المرن". تُركز معظم الاقتصادات الناشئة سياستها النقدية على الحفاظ على نظام سعر صرف ثابت ومواءمة عملاتها مع عملة أجنبية واحدة أو أكثر، عادةً الدولار الأمريكي أو اليورو.
قد تكون السياسة النقدية التقليدية غير فعّالة في حالات مثل فخ السيولة فعندما تقترب أسعار الفائدة الاسمية من الصفر لا تستطيع البنوك المركزية تخفيف سياستها النقدية بالوسائل التقليدية، في هذه الحالة قد تستخدم سياسات نقدية غير تقليدية مثل التيسير الكمي للمساعدة في استقرار الناتج ويمكن تطبيق التيسير الكمي ليس فقط بشراء السندات الحكومية بل أيضاً أصول أخرى مثل سندات الشركات والأسهم وغيرها من الأوراق المالية وهذا يسمح بخفض أسعار الفائدة لفئة أوسع من الأصول تتجاوز السندات الحكومية، وهناك استراتيجية مماثلة في خفض أسعار الفائدة طويلة الأجل من خلال شراء سندات طويلة الأجل وبيع سندات قصيرة الأجل لإنشاء منحنى عائد [الإنجليزية] مسطح، وهو ما يُعرف في الولايات المتحدة باسم عملية الالتواء [الإنجليزية].

### السياسة المالية
تتمثل السياسة المالية هي استخدام إيرادات الحكومة(الضرائب بشكل أساسي) كأدوات للتأثير على الاقتصاد مثلاً إذا كان الاقتصاد يُنتج أقل من الناتج المُحتمل يُمكن استخدام الإنفاق الحكومي لتوظيف الموارد الخاملة وتعزيز الناتج، أو يُمكن خفض الضرائب لتعزيز الاستهلاك الخاص، وهو ما يُؤدي إلى تأثير مُماثل. ليس بالضرورة أن يُعوّض الإنفاق الحكومي أو التخفيضات الضريبية فجوة الناتج [الإنجليزية] بالكامل. هناك تأثير مُضاعِف [الإنجليزية] يُؤثّر على تأثير الإنفاق الحكومي، مثلاً عندما تُموِّل الحكومة جسراً فإن المشروع لا يُضيف قيمة الجسر إلى الناتج فحسب بل يُتيح أيضاً لعمال الجسر زيادة استهلاكهم واستثماراتهم مما يُساعد على سدّ فجوة الناتج.
يمكن الحد من آثار السياسة المالية من خلال المزاحمة الجزئية أو الكاملة، فعندما تتولى الحكومة مشاريع إنفاق فإنها تحد من حجم الموارد المتاحة للقطاع الخاص وتحدث المزاحمة الكاملة في الحالات القصوى عندما يحل الإنفاق الحكومي محل ناتج القطاع الخاص بدلاً من إضافة ناتج إضافي إلى الاقتصاد. وقد يحدث تأثير المزاحمة أيضًا إذا أدى الإنفاق الحكومي إلى ارتفاع أسعار الفائدة، مما يحد من الاستثمار.
تُنفَّذ بعض السياسات المالية من خلال أدوات تثبيت تلقائية [الإنجليزية] دون أي قرارات فعّالة من السياسيين ولا تعاني أدوات التثبيت التلقائية من تأخر السياسات المالية التقديرية [الإنجليزية]. تستخدم أدوات التثبيت التلقائية آليات مالية تقليدية لكنها تُفعَّل فور انكماش الاقتصاد: يزداد الإنفاق على إعانات البطالة تلقائيًا عند ارتفاع معدل البطالة، وتنخفض عائدات الضرائب مما يحمي الدخل والاستهلاك الخاصين من جزء من انخفاض دخل السوق.:657

### مقارنة بين السياسات النقدية والمالية
هناك إجماع عام على أن كلاً من الأدوات النقدية والمالية قد تؤثر على الطلب والنشاط على المدى القصير (أي على مدار دورة الأعمال).:657 عادةً ما يفضل الاقتصاديون السياسة النقدية على السياسة المالية للتخفيف من التقلبات المعتدلة وذلك لميزتين رئيسيتين:
- أولاً: تُنفذ السياسة النقدية عادةً من قِبل المصارف المركزية المستقلة بدلاً من المؤسسات السياسية التي تتحكم في السياسة المالية. فالمصارف المركزية المستقلة أقل عرضة للضغوط السياسية التي تدفعها نحو سياسات توسعية مفرطة.
- ثانياً، قد تعاني السياسة النقدية من فترات تأخر داخلية [الإنجليزية] وخارجية [الإنجليزية] أقصر من السياسة المالية.[38]

لكن تبقى هناك حالات قصوى لا تستطيع السياسة النقدية من خلالها السيطرة على دورة الأعمال فتستعين بالسياسات المالية:
- في حالة حدوث صدمة كبيرة، قد لا تكون سياسة الاستقرار النقدي كافية ويجب أن تُستكمل بالاستقرار المالي النشط.[7]:659
- في حالة انخفاض مستوى الفائدة للغاية، قد يقع الاقتصاد في فخ السيولة حيث تصبح السياسة النقدية غير فعالة مما يجعل السياسة المالية الأداة الأكثر فعالية لتحقيق الاستقرار في الاقتصاد.[5]
- في الأنظمة التي ترتبط فيها السياسة النقدية بتحقيق أهداف أخرى، وخاصة أنظمة سعر الصرف الثابت لا يستطيع البنك المركزي تعديل أسعار الفائدة في نفس الوقت للتخفيف من تقلبات دورة الأعمال المحلية، مما يجعل السياسة المالية الأداة الوحيدة القابلة للاستخدام لمثل هذه البلدان.[5]

## نماذج الاقتصادات الكلية
بشكل عام يدور تدريس الاقتصاد الكلي والبحث به حول نماذج اقتصادية كلية رسمية (بيانية أو معادلية) لتوضيح الافتراضات وإظهار نتائجها بدقة، وتشمل نماذج نظرية بسيطة غالباً ما تحتوي على معادلات قليلة تُستخدم في التدريس والبحث لتسليط الضوء على المبادئ الأساسية الرئيسية، ونماذج كمية تطبيقية أوسع نطاقاً تستخدمها الحكومات والمصارف المركزية ومراكز البحوث والمنظمات الدولية، مثلاً للتنبؤ بآثار التغيرات في السياسة الاقتصادية أو غيرها من العوامل الخارجية أو كأساس للتنبؤ الاقتصادي.
تشمل النماذج النظرية المحددة المعروفة نماذج قصيرة الأجل مثل التقاطع الكينزي ونموذج IS-LM ونموذج ماندل-فليمنج ونماذج متوسطة الأجل مثل نموذج AD-AS المبني على منحنى فيليبس ونماذج نمو طويلة الأجل مثل نموذج سولو-سوان [الإنجليزية] ونموذج رامزي-كاس-كوبمانز ونموذج الأجيال المتداخلة لبيتر دايموند. أمّا النماذج الكمية فمنها نموذج الاقتصاد القياسي الكلي واسع النطاق [الإنجليزية] ونماذج دورة الأعمال الحقيقية الكلاسيكية الجديدة، ونماذج التوازن العام الحسابي (CGE) ذات الأساس المجهري والمستخدمة في المسائل الهيكلية متوسطة الأجل مثل التجارة الدولية أو إصلاحات الضرائب، ونماذج التوازن العام الديناميكي العشوائي (DSGE) المستخدمة لتحليل دورات الأعمال، ولا سيما في العديد من المصارف المركزية، أو نماذج التقييم المتكاملة [الإنجليزية] مثل نموذج DICE [الإنجليزية].

### نماذج محددة

#### نموذج IS-LM

في هذا المثال من الرسم البياني التقليدي IS–LM، يتحرك منحنى IS إلى اليمين، مما يتسبب في ارتفاع أسعار الفائدة (i) والتوسع في الاقتصاد "الحقيقي" (الناتج المحلي الإجمالي الحقيقي، أو Y)

نموذج IS-LMالذي ابتكره جون هيكس عام 1936. يُجيب النموذج على السؤال: عند مستوى سعري مُحدد، ما هي كمية السلع المطلوبة؟ يُظهر النموذج البياني توليفات أسعار الفائدة والإنتاج التي تضمن التوازن في كلٍّ من سوق السلع وسوق المال وفقًا لافتراضات النموذج. يُصمَّم سوق السلع بحيث يُحقق التوازن بين الاستثمار والادخار العام والخاص (IS) ويُصمَّم سوق المال بحيث يُحقق التوازن بين المعروض النقدي وتفضيل السيولة [الإنجليزية].
يتكون منحنى IS من مجموعات الدخل ومعدل الفائدة؛ حيث يكون الاستثمار مع الأخذ في الاعتبار معدل الفائدة مساوياً للادخار العام والخاص مع الأخذ في الاعتبار الناتج. ينطلق منحنى IS إلى الأسفل لأن الناتج ومعدل الفائدة لهما علاقة عكسية في سوق السلع فمع زيادة الناتج يُوفر المزيد من الدخل مما يعني أن أسعار الفائدة يجب أن تكون أقل لتحفيز الاستثمار الكافي لمضاهاة الادخار.
منحنى LM التقليدي ينطلق إلى الأعلى لأن سعر الفائدة والناتج لهما علاقة إيجابية في سوق النقود فمع زيادة الدخل (الذي يساوي تمامًا الناتج في اقتصاد مغلق)، يزداد الطلب على النقود مما يؤدي إلى ارتفاع سعر الفائدة من أجل تعويض الارتفاع الناشئ في الطلب على النقود.
غالباً ما يُستخدم نموذج IS-LM في الكتب المدرسية الابتدائية لإظهار آثار السياسة النقدية والمالية، على الرغم من أنه يتجاهل العديد من التعقيدات في معظم نماذج الاقتصاد الكلي الحديثة. إحدى المشكلات المتعلقة بمنحنى LM هي أن المصارف المركزية الحديثة تتجاهل إلى حد كبير المعروض النقدي في تحديد السياسة على عكس الافتراضات الأساسية للنموذج.:262 وبالتالي في بعض الكتب المدرسية الحديثة، عُدل نموذج IS-LM التقليدي عن طريق استبدال منحنى LM التقليدي بافتراض أن المصرف المركزي يحدد ببساطة سعر الفائدة في الاقتصاد بشكل مباشر.:194:113

#### نموذج AD-AS

رسم تخطيطي تقليدي لنموذج AD-AS يوضح التحول في AD(الطلب الكلي) ومنحنى AS(العرض الكلي) يصبح غير مرن بما يتجاوز الناتج المحتمل

نموذج العرض والطلب الكلي (AD–AS) هو نموذج شائع في كتب تدريس الاقتصاد لشرح الاقتصاد الكلي. تُظهر النسخة الأصلية من النموذج مستوى الأسعار ومستوى الناتج الحقيقي بالنظر إلى التوازن في الطلب الكلي والعرض الكلي، الخط الهابط لمنحنى الطلب الكلي يُشير إلى طلب المزيد من الناتج عند مستويات أسعار أقل. يمكن تفسير المنحنى الهابط كنتيجة لثلاثة تأثيرات: تأثير بيغو [الإنجليزية] أو التوازن الحقيقي والذي ينص على أنه مع انخفاض الأسعار الحقيقية تزداد الثروة الحقيقية مما يؤدي إلى زيادة الطلب الاستهلاكي على السلع، وتأثير كينز [الإنجليزية] أو سعر الفائدة والذي ينص على أنه مع انخفاض الأسعار ينخفض الطلب على النقود مما يتسبب في انخفاض أسعار الفائدة وزيادة الاقتراض للاستثمار والاستهلاك، وتأثير صافي الصادرات والذي ينص على أنه مع ارتفاع الأسعار تصبح السلع المحلية أكثر تكلفة نسبيًا للمستهلكين الأجانب، مما يؤدي إلى انخفاض الصادرات.
في العديد من تمثيلات نموذج الطلب الكلي - العرض الكلي يكون منحنى العرض الكلي أفقياً عند مستويات منخفضة من الناتج ويصبح غير مرن بالقرب من نقطة الناتج المحتمل وهو ما يتوافق مع التشغيل الكامل. ونظراً لأن الاقتصاد لا يستطيع الإنتاج بما يتجاوز الناتج المحتمل فإن أي توسع في الطلب الكلي سيؤدي إلى مستويات أسعار أعلى بدلاً من ارتفاع الناتج.
في الكتب الحديثة غالباً ما يُعرض نموذج الطلب الكلي-العرض الكلي (AD-AS) بشكل مختلف قليلاً، لكنش بشكل عام فإنّه في رسم تخطيطي لا يُظهر مستوى الأسعار بل معدل التضخم على طول المحور الرأسي،:263:399–428:595  مما يُسهّل ربط الرسم البياني بمناقشات السياسات في العالم الحقيقي.:vii  في هذا الإطار ينحدر منحنى الطلب الكلي (AD) إلى الأسفل لأن ارتفاع التضخم سيدفع المصرف المركزي الذي يُفترض أنه يتبع هدف التضخم، إلى رفع سعر الفائدة مما سيُضعف النشاط الاقتصادي وبالتالي يُقلل الناتج. ينحدر منحنى الطلب الكلي (AS) إلى الأعلى وفقًا لفكرة منحنى فيليبس الحديث القياسي، حيث يؤدي ارتفاع مستوى النشاط الاقتصادي إلى خفض البطالة، مما يؤدي إلى ارتفاع نمو الأجور وبالتالي ارتفاع التضخم.:263

## تطبيقات للاقتصاد الكلي

### الناتج المحلي الإجمالي
عند النظر إلى البيانات التي قدمها مكتب التحليل الاقتصادي سنة 2017 باعتبارها سنة أساس نرى أن معامل انكماش الناتج المحلي الإجمالي يصعد منذ ذلك الحين. سنة الأساس هي سنة قياسية يمكننا من خلالها مقارنة ما إذا كان الناتج المحلي الإجمالي قد زاد أم انخفض. تُستخدم أسعار سنة الأساس عند حساب الناتج المحلي الإجمالي الحقيقي لسنة محددة. مثلاً سيكون حساب معامل انكماش الناتج المحلي الإجمالي لعام 2020 مساوياً للناتج المحلي الإجمالي الاسمي لنفس العام مقسوماً الناتج المحلي الإجمالي الحقيقي ومُقارن بأسعار 2017. ارتفع معامل انكماش الناتج المحلي الإجمالي من 100 إلى 126.22 في الربع الرابع من عام 2024. لذلك نرى من خلال البيانات الواقعية أنه كان هناك الكثير من التضخم على العقد الماضي.

### سياسة التعريفات الجمركية لدونالد ترامب
في أوائل فبراير 2025 صرّح رئيس الولايات المتحدة الأمريكية دونالد ترامب بأنه سيفرض تعريفة جمركية بنسبة 25% على السلع المستوردة من المكسيك وكندا و10% على السلع المستوردة من الصين للمستهلكين الأمريكيين. التعريفة الجمركية في هذه الحالة هي في الأساس ضريبة على السلع والخدمات المستوردة مما هذا من احتمالية شراء المستهلكين الأمريكيين للواردات من هذه الدول الثلاث نظراً لارتفاع السعر الذي سيدفعونه، من المتوقع أن يؤدي هذا إلى خفض الواردات الأمريكية بنسبة 15%، وتحقيق إيرادات فيدرالية قدرها 100 مليار دولار.
الواردات من المكسيك وكندا مهمة للولايات المتحدة إلا أن الولايات المتحدة لا تعتمد عليها بنفس القدر مقارنةً باعتماد اقتصادَي المكسيك وكندا على صادراتهما إلى الولايات المتحدة سيؤدي هذا إلى ارتفاع تكاليف الإنتاج في الولايات المتحدة جزئياً لكن اقتصادي المكسيك وكندا سينكمشان بنسبة 16%، فالولابات المتحدة تستحوذ على 80% من صادراتها من السيارات المكسيكية و60% من صادرات النفط، أمّا في كنذا فتستحوذ الولايات المتحدة على 70% من إجمالي الصادرات.

## المعلومات الكاملة للمراجع
- Blanchard, Olivier. (2009). "The State of Macro." Annual Review of Economics 1(1): 209–228.
- Blanchard، Olivier (2021). Macroeconomics (ط. Eighth, global). Harlow, England: Pearson. ISBN:978-0-134-89789-9.
- Blaug، Mark (2002). "Endogenous growth theory". في Snowdon، Brian؛ Vane، Howard (المحررون). An Encyclopedia of Macroeconomics. Northampton, Massachusetts: Edward Elgar Publishing. ISBN:978-1-84542-180-9.
- Dimand، Robert W. (2008). "Macroeconomics, origins and history of". في Durlauf، Steven N.؛ Blume، Lawrence E. (المحررون). The New Palgrave Dictionary of Economics. Palgrave Macmillan UK. ص. 236–44. DOI:10.1057/9780230226203.1009. ISBN:978-0-333-78676-5.
- Durlauf، Steven N.؛ Hester، Donald D. (2008). "IS–LM". في Durlauf، Steven N.؛ Blume، Lawrence E. (المحررون). The New Palgrave Dictionary of Economics (ط. 2nd). Palgrave Macmillan. ص. 585–91. DOI:10.1057/9780230226203.0855. ISBN:978-0-333-78676-5.
- Dwivedi، D.N. (2001). Macroeconomics: theory and policy. New Delhi: Tata McGraw-Hill. ISBN:978-0-07-058841-7.
- Gärtner، Manfred (2006). Macroeconomics. Pearson Education Limited. ISBN:978-0-273-70460-7.
- Healey، Nigel M. (2002). "AD-AS model". في Snowdon، Brian؛ Vane، Howard (المحررون). An Encyclopedia of Macroeconomics. Northampton, Massachusetts: Edward Elgar Publishing. ص. 11–18. ISBN:978-1-84542-180-9.
- Levi، Maurice (2014). The Macroeconomic Environment of Business (Core Concepts and Curious Connections). New Jersey: World Scientific Publishing. ISBN:978-981-4304-34-4.
- Mankiw، Nicholas Gregory (2022). Macroeconomics (ط. Eleventh, international). New York, NY: Worth Publishers, Macmillan Learning. ISBN:978-1-319-26390-4.
- Mayer، Thomas (2002). "Monetary policy: role of". في Snowdon، Brian؛ Vane، Howard R. (المحررون). An Encyclopedia of Macroeconomics. Northampton, Massachusetts: Edward Elgar Publishing. ص. 495–99. ISBN:978-1-84542-180-9.
- Nakamura, Emi and Jón Steinsson. (2018). "Identification in Macroeconomics." Journal of Economic Perspectives 32(3): 59–86.
- Peston، Maurice (2002). "IS-LM model: closed economy". في Snowdon، Brian؛ Vane، Howard R. (المحررون). An Encyclopedia of Macroeconomics. Edward Elgar. ISBN:9781840643879.
- Romer، David (2019). Advanced macroeconomics (ط. Fifth). New York, NY: McGraw-Hill. ISBN:978-1-260-18521-8.
- Solow، Robert (2002). "Neoclassical growth model". في Snowdon، Brian؛ Vane، Howard (المحررون). An Encyclopedia of Macroeconomics. Northampton, Massachusetts: Edward Elgar Publishing. ISBN:1840643870.
- Snowdon, Brian, and Howard R. Vane, ed. (2002). An Encyclopedia of Macroeconomics, Description & scroll to Contents-preview links.
- Snowdon، Brian؛ Vane، Howard R. (2005). Modern Macroeconomics: Its Origins, Development And Current State. Edward Elgar Publishing. ISBN:1845421809.
- Sørensen، Peter Birch؛ Whitta-Jacobsen، Hans Jørgen (2022). Introducing advanced macroeconomics: growth and business cycles (ط. Third). Oxford, United Kingdom New York, NY: Oxford University Press. ISBN:978-0-19-885049-6.
- Warsh، David (2006). Knowledge and the Wealth of Nations. Norton. ISBN:978-0-393-05996-0.